# Gruppo bancario cooperativo
Un gruppo bancario cooperativo (noto anche con l'acronimo GBC) è un gruppo di banche di credito cooperativo istituito e regolamentato secondo le norme della Repubblica Italiana. La disciplina è fornita principalmente dall'articolo 37-bis del Testo unico bancario; ai sensi dell'articolo 33, comma 1-bis del Testo unico bancario, le banche di credito cooperativo italiane sono obbligate per legge ad associarsi a un gruppo bancario cooperativo, fatte salve le banche di credito cooperativo con sede legale nelle province autonome di Trento e Bolzano (ai sensi dell'art. 37-bis, comma 1-bis del Testo unico bancario).
Non è da confondere con i gruppi bancari, nella cui definizione vi è il possesso di quote e le cosiddette holding.

## Storia
I gruppi bancari cooperativi sono stati introdotti dal decreto-legge 14 febbraio 2016, n. 18 (convertito poi con la Legge 8 aprile 2016, n. 49), il quale ha introdotto una sorta di "riforma" del credito cooperativo italiano.

## Caratteristiche
Ai sensi dell'articolo 37-bis del Testo unico bancario, un gruppo bancario cooperativo è composto da:
- una banca capogruppo (ad esempio, ICCREA Banca), costituita nella forma di una società per azioni;[3]
- le banche di credito cooperativo "che aderiscono al contratto e hanno adottato le connesse clausole statutarie";
- "le società bancarie, finanziarie e strumentali controllate dalla capogruppo, come definite dall'articolo 59" del Testo unico bancario;
- "eventuali sottogruppi territoriali facenti capo a una banca costituita in forma di società per azioni sottoposta a direzione e coordinamento della capogruppo [...] e composti dalle altre società" del gruppo bancario cooperativo.

Lo stesso articolo 37-bis comma 1, lett. a) sancisce inoltre che il capitale della banca capogruppo deve essere detenuto per almeno il 60% dalle banche di credito cooperativo del gruppo.

## I gruppi bancari cooperativi italiani
I gruppi bancari cooperativi in Italia sono sostanzialmente tre e sono guidati da tre banche capogruppo:
- ICCREA Banca (Roma);
- Cassa Centrale Banca - Credito cooperativo italiano (Trento);[5]
- Cassa Centrale Raiffeisen di Bolzano (piuttosto che un GBC, ha costituito un "Institutional Protection Scheme" (IPS), possibilità consentita dalla legge[6]).[7]

### Riferimenti normativi
- Decreto-legge 14 febbraio 2016, n. 18 - Misure urgenti concernenti la riforma delle banche di credito cooperativo, la garanzia sulla cartolarizzazione delle sofferenze, il regime fiscale relativo alle procedure di crisi e la gestione collettiva del risparmio.
- Decreto legislativo 1 settembre 1993, n. 385 - Testo unico delle leggi in materia bancaria e creditizia (Testo unico bancario).